# Медаль «За розвиток залізниць»
Медаль «За розвиток залізниць» (рос. медаль «За развитие железных дорог») — державна нагорода Російської Федерації.

## Історія нагороди
- 9 липня 2007 року указом Президента Російської Федерації В. В. Путіна «Про заснування медалі „За розвиток залізниць“»[1] була заснована медаль «За розвиток залізниць».
- Указом Президента Російської Федерації від 7 вересня 2010 року № 1099 «Про заходи щодо вдосконалення державної нагородної системи Російської Федерації»[2] затверджені нині діючі положення та опис медалі.
- Указом Президента Російської Федерації від 16 грудня 2011 року № 1631 «Про внесення змін до деяких актів Президента Російської Федерації»[3] до статуту та опису медалі були внесені зміни, якими додатково запроваджується мініатюрна копія медалі.

## Положення про медаль
1. Медаллю «За розвиток залізниць» нагороджуються громадяни за заслуги в розвитку залізничного транспорту в Російській Федерації і великий внесок у підготовку кадрів, наукову та іншу діяльність, спрямовану на підвищення ефективності його роботи.
Нагородження медаллю «За розвиток залізниць», як правило, проводиться за умови наявності у представленої до нагороди особи почесного звання «Заслужений працівник транспорту Російської Федерації».
2. Медаллю «За розвиток залізниць» можуть бути нагороджені й іноземні громадяни за особливі заслуги у розвитку залізничного транспорту в Російській Федерації.

### Порядок носіння
- Медаль «За розвиток залізниць» носиться на лівій стороні грудей і за наявності інших медалей Російської Федерації розташовується після медалі «За труди по сільському господарству».
- Для особливих випадків і можливого повсякденного носіння передбачене носіння мініатюрної копії медалі «За розвиток залізниць», яка розташовується після мініатюрної копії медалі «За труди по сільському господарству».
- При носінні на форменому одязі стрічки медалі «За розвиток залізниць» на планці вона розташовується після стрічки медалі «За труди по сільському господарству».

## Опис медалі
- Медаль «За розвиток залізниць» зі срібла. Вона має форму кола діаметром 32 мм з опуклим бортиком з обох сторін.
- На лицьовій стороні медалі — зображення першого російського паровоза і сучасного електровоза.
- На зворотному боці медалі — напис: «ЗА РАЗВИТИЕ ЖЕЛЕЗНЫХ ДОРОГ», під ним — номер медалі.
- Всі зображення на медалі рельєфні.
- Медаль за допомогою вушка і кільця з'єднується з п'ятикутною колодкою, обтягнутою шовковою, муаровою стрічкою зеленого кольору з поздовжніми смужками сріблястого і чорного кольорів по краях стрічки. Ширина стрічки — 24 мм, ширина смужок — 2 мм.

### Планка та мініатюрна копія медалі
- При носінні на форменому одязі стрічки медалі «За розвиток залізниць» використовується планка висотою 8 мм, ширина стрічки — 24 мм.
- Мініатюрна копія медалі «За розвиток залізниць» носиться на колодці. Діаметр мініатюрної копії медалі — 16 мм.